# Som skapta för varann
Som skapta för varann (originaltitel: Made for Each Other) är en amerikansk romantisk komedi från 1939 med James Stewart och Carole Lombard i huvudrollerna. Filmen är regisserad av John Cromwell.

## Handling
En ung advokat (James Stewart) möter en flicka (Carole Lombard) och gifter sig med henne efter att bara ha känt henne i en dag. Men advokatens mor tycker inte alls om äktenskapet och det blir inte bättre när ett barn snart är på väg.

## Om filmen
Filmen hade svensk premiär den 17 april 1939 på biograf Royal i Stockholm. Den har visats vid ett flertal tillfällen på TV4 och i SVT, bland annat i september 2019.

## Rollista i urval

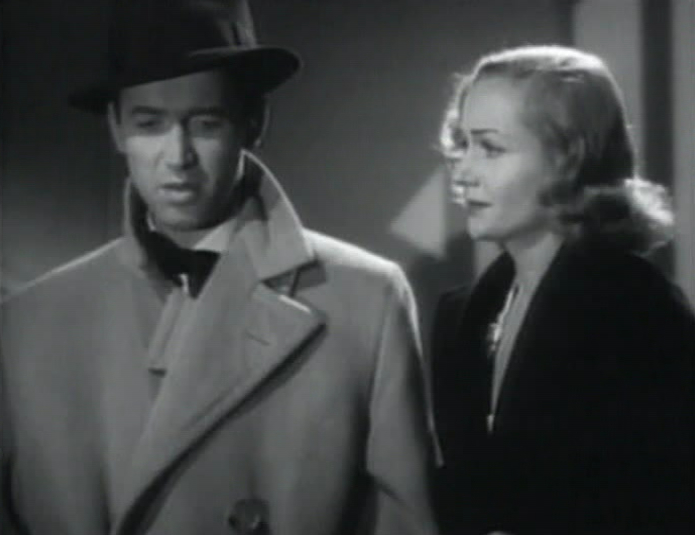
James Stewart och Carole Lombard i en scen ur filmen.

- Carole Lombard
- James Stewart
- Charles Coburn
- Lucile Watson
- Eddie Quillan
- Alma Kruger
- Esther Dale